# Thomas Cronan
Thomas Francis "Tom" Cronan (Waterbury, Connecticut, 24 d'abril de 1885 – Waterbury, 16 de desembre de 1962) va ser un atleta estatunidenc que va competir a començaments del segle xx. Va destacar en el salt de llargada i el triple salt.
El 1906 va prendre part en els Jocs Intercalats d'Atenes, on va disputar dues proves del programa d'atletisme. Guanyà la medalla de bronze en triple salt, mentre en el salt de llargada fou sisè.